# Leucosticte arctoa
Leucosticte arctoa là một loài chim thuộc họ Fringillidae.
Chúng được tìm thấy ở Trung Quốc, Nhật Bản, Kazakhstan, Triều Tiên, Hàn Quốc, Mông Cổ và Nga.
Môi trường sống tự nhiên là các đồng cỏ tundra và ôn hòa.

## Hình ảnh

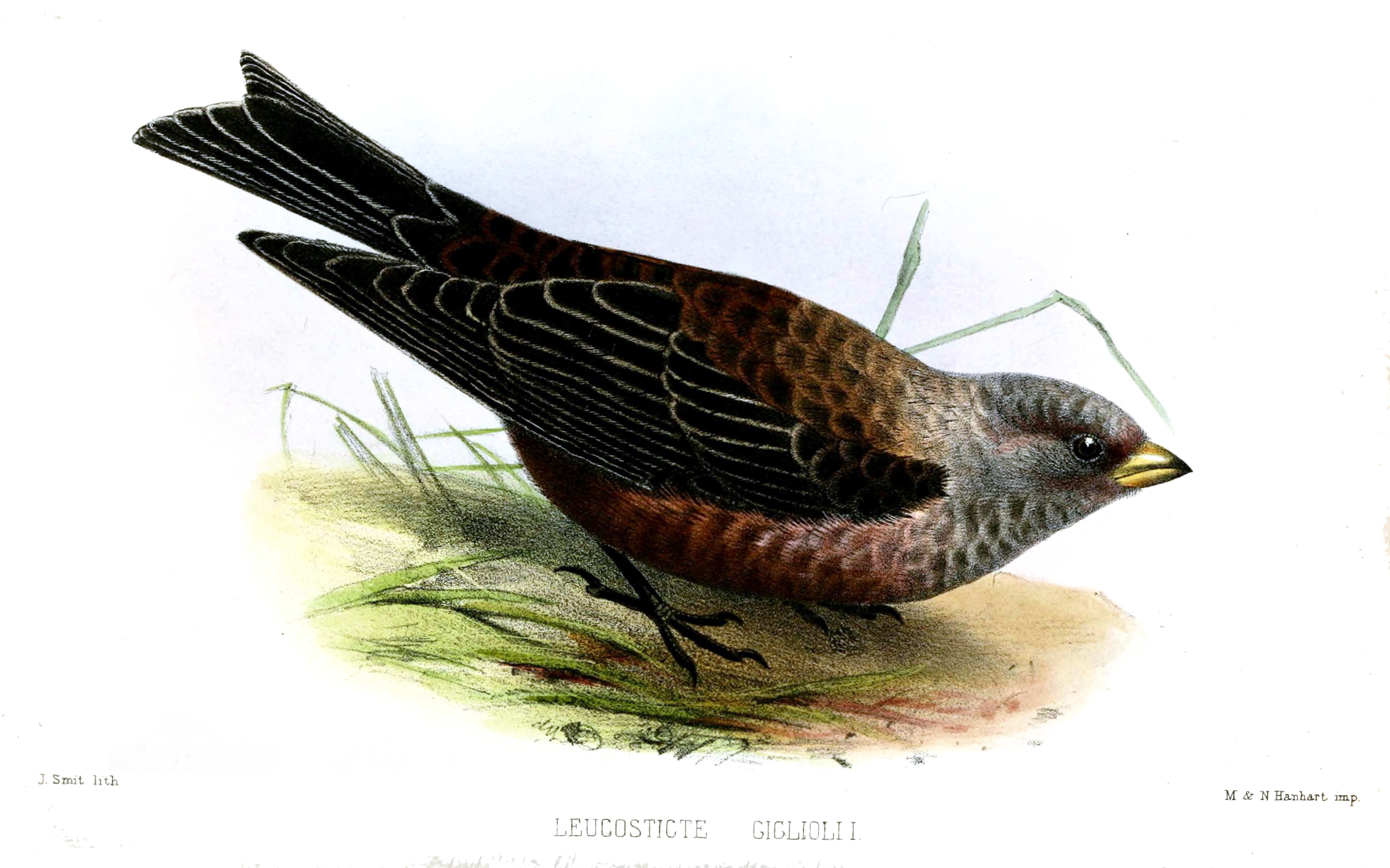
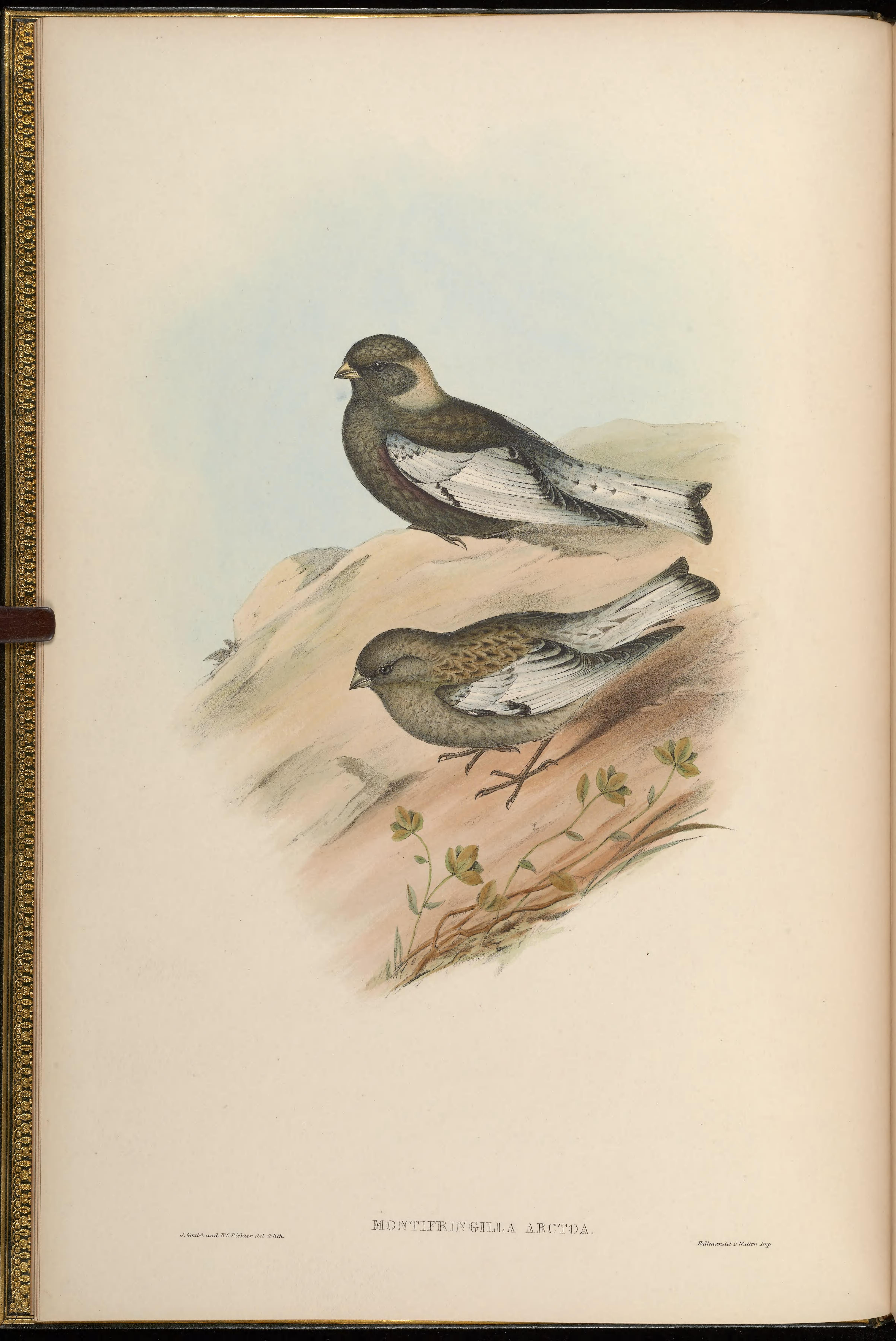
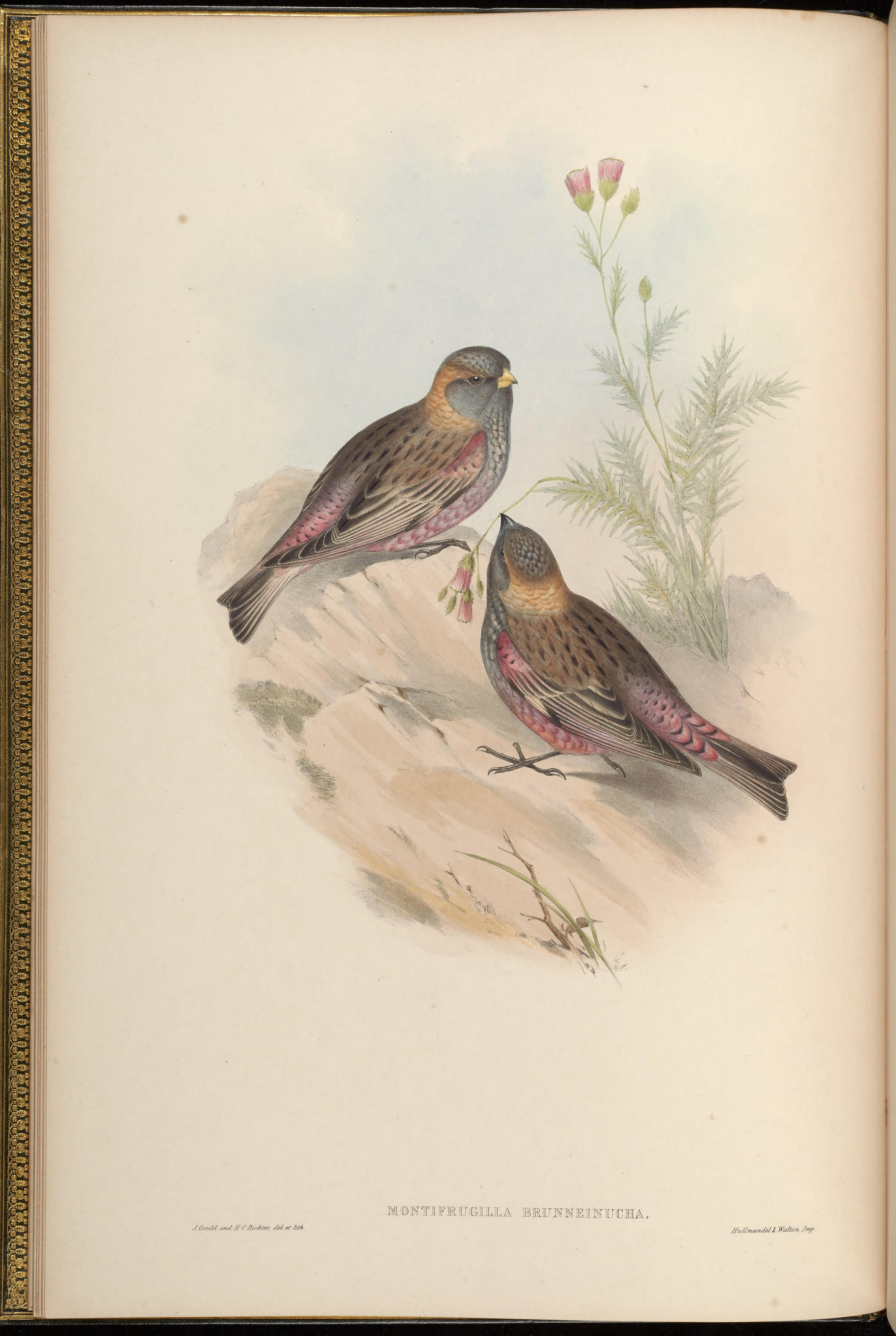